# 미조항 (남해군)
미조항(Mijo Fishing Port)은 경상남도 남해군 미조면 미조리에 위치한 어항이다. 1971년 12월 21일 국가어항으로 지정되었다. 관리청은 해양수산부 동해어업관리단, 시설관리자는 남해군수이다.

## 연혁
미조항은 조선 성종 17년(1486년) 미조항진이 설치되었던 곳이다. 미조항진은 이후 왜구의 침입으로 혁파되었다가 중종 17년(1522년)에 다시 설치되었다. 
2000년 기본설계 및 환경영향평가 용역을 실시한 후 2001년 기본시설에 대한 개발계획을 수립했다.

## 어항구역
본 항의 어항구역은 다음과 같다.
- 수역[2]
  - 북항 : 미조도 동측에서 정남으로 육지부와 연결하고 미조도 서측끝에서 정서측으로 450m(해상)점에서 정남으로 오다가 북방파제 두부 20m이격부에서 서방파제와 평행하게 육측으로 연결한 선을 따라 형성된 공유수면
  - 남항 : 미조리 동측 1110m 고지 정상에서 정남으로 연결되는 해안 돌출부에서 600m 지점과 직각방향인 정서측 육지와 연결한 선을 따라 형성된 공유수면(77.4.9/1977-3)
- 육역[3] (상세내역은 생략)
  - 미조면 미조리 16-45 외 18필지

## 어항정비계획
- 2009년 9월 14일 본 항에 대한 어항정비계획이 고시되었다.[4] 정비계획 물량은 다음과 같다.
  - 북항(1단계) : 동방파제 270m, 서방파제 100m, 북방파제 200m, 물양장 325m(남 50m 포함), 친수시설 1식, 조경공 1식, 부대시설 및 급‧배수시설 1식(남항 정비 포함), 전기공 1식, 폐기물처리 1식
  - 북항(2단계) : 호안부지조성 1식, 요트계류시설 1식, 포장공 1식, 조경공 1식, 급수 및 부대시설 1식, 전기공 1식

## 관광
- 미조항은 전국에서 제일가는 수산물의 산지로 손꼽히는 곳이다 항 주변에 있는 미조섬은 '누에섬'이라고도 불리며 푸른 바다와 동백, 잣, 밤나무를 비롯한 다양한 해송이 어우러져 멋스러운 풍치를 느끼게 한다. 부채꼴 모양의 상주해수욕장과 주변 경치가 뛰어난 송정해수욕장은 편안한 휴식을 주기에 충분하다.[5]
- 미조항 항도마을 해안에는 동글동글하고 반들반들한 몽돌이 여행자들을 반긴다.[6]